# Симфония № 1 (Рахманинов)

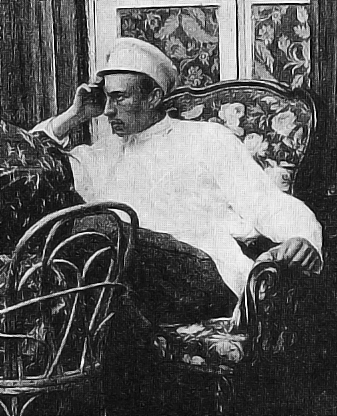
Провал первой симфонии долго беспокоил Сергея Рахманинова

Симфония № 1 ре минор, ор. 13 — сочинение Сергея Васильевича Рахманинова, написанное в 1893—1895 годах.

## История создания
Первая симфония была фактически второй попыткой Сергея Васильевича Рахманинова в этом жанре. В 1890—1891 гг., в его последний год в Московской консерватории, ему было задано одним из преподавателей, Антоном Аренским, написать симфонию в качестве упражнения. Рахманинов позднее рассказал своему биографу Оскару фон Риземану, что он завершил работу, однако три из четырёх частей были впоследствии утеряны. Одна часть, длительностью около 12 минут, была опубликована посмертно в 1947 году, как Юношеская симфония. Сергей Рахманинов добавил, что ни Аренский, ни профессор Сергей Танеев не были в восторге от работы, возможно по причине отсутствия индивидуальности. Первый фортепианный концерт, который писал он позднее в 1891 году, получился куда более удачным. Сергей Васильевич Рахманинов начал планировать, что будет представлять собой его Первая симфония в сентябре 1894 года, после того как закончил оркестровку Caprice Bohémien (Цыганского каприччио). Он сочинил симфонию между январем и октябрем 1895 года. Проект оказался очень сложным. Композитор жаловался, что, несмотря на семь часов работы в день, прогресс был чрезвычайно медленным. Ежедневный график работы был увеличен до десяти часов в день в сентябре и симфония была завершена 7 октября.

## Структура
Состоит из 4-х частей общей продолжительностью около 45 минут:
1. Grave — allegro non troppo (ре минор)
2. Allegro animato (фа мажор)
3. Larghetto (си бемоль мажор)
4. Allegro con fuoco (ре мажор)

## Состав оркестра
Симфония написана для: 3 флейт, 2 гобоев, 2 кларнетов, 2 фаготов, 4 валторн, 3 труб, 3 тромбонов, тубы, литавр, тарелок, большого барабана, бубна, треугольника, там-тама и струнных.

## Премьера
Премьера симфонии состоялась 15 марта 1897 года в Санкт-Петербурге, дирижировал Александр Глазунов. Симфония потерпела полный провал, в частности критики обвиняли С. В. Рахманинова в эклектизме. По воспоминаниям А. В. Оссовского исполнение было необдуманным, недоработанным. Более того, Рахманинов и Глазунов были очень разными по мировоззрению, складу психики, эстетическим и художественным принципам и принадлежали разным школам: Рахманинов — московской, а Глазунов — петербургской.
Провал симфонии имел трагические последствия для С. В. Рахманинова — композитор практически ничего не писал в течение трёх лет, симфония оставалась неизданной, а партитура считалась безнадёжно потерянной. Сам композитор писал 6—7 мая 1897 года А. В. Затаевичу:
Не сообщал Вам также впечатлений после исполнения моей первой Симфонии. Сделаю это теперь, хотя мне это и трудно, так как до сих пор не могу в них разобраться сам. Верно только то, что меня совсем не трогает неуспех, что меня совсем не обескураживает руготня газет — но зато меня глубоко огорчает и на меня тяжело действует то, что мне самому моя Симфония, несмотря на то, что я её очень любил, раньше, сейчас люблю, после первой же репетиции совсем не понравилась... Значит, плохая инструментовка, скажете Вы. Но я уверен, отвечу я, что хорошая музыка будет «просвечивать» и сквозь плохую инструментовку, а я не нахожу, чтоб инструментовка была совсем неудачна. Остаётся, значит, два предположения. Или я, как некоторые авторы, отношусь незаслуженно пристрастно к этому сочинению, или это сочинение было плохо исполнено. А это действительно было так. Я удивляюсь, как такой высокоталантливый человек, как Глазунов, может так плохо дирижировать? Я не говорю уже о дирижёрской технике (её у него и спрашивать нечего), я говорю о его музыкальности. Он ничего не чувствует, когда дирижирует. Он как будто ничего не понимает! Когда однажды у Ант[она] Рубинштейна спросили за ужином, как ему нравится певец N, певший партию Демона, то Рубинштейн, вместо ответа, взял ножик и поставил его перед спрашивающим перпендикулярно. Я могу сказать то же самое. Итак, я допускаю, что исполнение могло быть причиной провала. (Я не утверждаю, а я допускаю.) Если бы эта Симфония была бы знакома публике, то она обвиняла бы дирижёра (я продолжаю «допускать»), если же вещь незнакома и плохо исполнена, то публика склонна обвинить композитора. Это, кажется, вероятная точка зрения. Тем более, что эта Симфония, если и не декадентская, как пишут и как понимают это слово, то действительно немного «новая». Значит, её уж нужно сыграть по точнейшим указаниям автора, который, может быть, помирил бы хоть этим немного себя с публикой, и публику с произведением (т. е. произведение для публики было бы в этом случае более понятно). Не потому ли и моим приятелям, ездившим в Петербург, она не понравилась (не публика, а Симфония), хотя, когда я сам играл им её, они говорили другое. В данную минуту, как видите, склонен думать, что виновато исполнение. Завтра, вероятно, и это мнение переменю. От Симфонии всё-таки не откажусь. Через полгода, когда она облежится, посмотрю её, может быть, поправлю её и, может быть, напечатаю — а может быть, и пристрастие тогда пройдёт. Тогда разорву её...

Через 20 лет, 13 (26) апреля 1917 года он писал Б. В. Асафьеву:
Теперь про Симфонию op. 13. Что сказать про неё?! Сочинена она в 1895 году. Исполнялась в 1897. Провалилась, что, впрочем, ничего не доказывает. Проваливались хорошие вещи неоднократно, и ещё чаще плохие нравились. До исполнения Симфонии был о ней преувеличенно высокого мнения. После первого прослушания — мнение радикально изменил. Правда, как мне уже теперь только кажется, была на середине. Там есть кой-где недурная музыка, но есть и много слабого, детского, натянутого, выспреннего... Симфония очень плохо инструментована и так же плохо исполнялась (дирижёр Глазунов). После этой Симфонии не сочинял ничего около трёх лет. Был подобен человеку, которого хватил удар и у которого на долгое время отнялись и голова, и руки... Симфонию не покажу и в завещании наложу запрет на смотрины...
 В 1944 г. А. В. Оссовскому, однако, удалось отыскать оркестровые голоса симфонии, по которым была восстановлена партитура произведения. «Вторая премьера» симфонии с огромным успехом прошла в Москве 17 октября 1945 года, дирижировал Александр Гаук. Американская премьера состоялась 19 марта 1948 года в Филадельфийской академии музыки. Симфонию исполнил Филадельфийский оркестр под управлением Юджина Орманди.